# یوجی اوزاکی
یوجی اوزاکی (انگلیسی: Yuji Ozaki؛ زادهٔ ۲۹ سپتامبر ۱۹۸۵) بازیکن فوتبال اهل ژاپن است.